# جون ويك
جون ويك (بالإنجليزية: John Wick)، والمعروف أيضًا باسم جون ويك: الفصل الأول (بالإنجيلزية: John Wick: Chapter 1)، فيلم أكشن نيو-نوار أمريكي من إخراج تشاد ستاهيلسكي ومن كتابة ديريك كولستاد صدر عام 2014. الفيلم من بطولة كيانو ريفز، مايكل نيكفيست، ألفي آلن، أدرياني باليكي، بريدجيت مويناهان، دين وينترز، إيان ماكشين، جون ليجويزامو وويليم دافو. وهو الفيلم الأول من سلسلة أفلام جون ويك.
تدور قصة الفيلم حول جون ويك (ريفز) الذي يبحث عن الرجال الذين اقتحموا منزله وسرقوا سيارته الفاخرة وقتلوا جَرْوه الذي كان آخر هديةٍ من زوجته المتوفية حديثًا (مويناهان). أخرج ستاهيلسكي وديفيد ليتش الفيلم معًا، إلا أن ستاهيلسكي كان الوحيد بينهما الذي نُسب إليه أخراج الفيلم.
كان كولستاد قد أنهى كتابة السيناريو في 2012 وطوّره لصالح شركة ثاندر رود بيكتشرز. أنتج الفيلم كلٌّ من باسيل إيوانك من شركة ثاندر رود بيكتشرز، ليتش، إيفا لانغوريا، ومايكل ويثريل. شهد الفيلم أول عملٍ لستاهيلسكي وليتش كفريق بعد عدة مشاركات لهما كمخرجين من الفريق الثاني (بالإنجليزية: second-unit directors) ومنسقي مشاهدَ خطيرة. وقد سبق لهما أن عملا مع ريفز في سلسلة أفلام ذا ماتريكس.
استمدّ ستاهيلسكي وليتش نهْجَهما في تصميم المشاهد القتالية من حبِّهِما للأنمي وأفلام الفنون القتالية. استخدم الفيلم مصمّمي مشاهدَ قتالية وأساليبَ غان فو من سينما الأكشن التابعة لهونغ كونغ. كما يشيد الفيلم بأعمال مثل «القاتل» من إخراج جون وو، «الدائرة الحمراء» و«الساموراي» من إخراج جان بيري ميلفلي، «بوينت بلانك» من إخراج جون بورمان وأفلام ويسترن سباغيتي.
قوبل الفيلم بمراجعات إيجابية ووَصَفه النقّاد بأنه أحدُ أفضلِ أداءات الممثل ريفز وأحدُ أفضل أفلام الأكشن لسنة 2014. بلغ إجمالي أرباح الفيلم في جميع أنحاء العالم 86 مليون دولار أمريكي فيما تراوحت ميزانيةُ إنتاجِه ما بين العشرين والثلاثين مليون دولار. صدرت حتى الآن تَتِمَّتان للفيلم كانت أولاهما جون ويك 2 في فبراير 2017 والثانية جون ويك 3: بارابيلوم في مايو 2019 محققتين نجاحًا مشابهًا للفيلم الأول على الصعيدين النقدي والتجاري. ومن المقرر أن يصدر فيلمُ السلسلة الرابع «جون ويك: الفصل الرابع» في مايو 2022 وأن يصدر بعده فيلمٌ خامس لم يُعلن عن اسمه بعد.

## القصة
تتوفى زوجة جون ويك بعد معاناةٍ مع المرض، ثم يتلقى جون جرْوَةً من نوع بيغل اسمها دَيْزِي كانت زوجته قد رتبت مسبقًا لتلقيه إيّاها بعد وفاتها لمساعدته في التغلب على الأسى. وعلى الرغم من طبيعة جون، إلا أنه يرتبط سريعًا بالجروة ويقضي وقته في قيادة سيارته العتيقة من نوع بوس 429 ماستانغ. يلتقي جون بثلاثة رجال عصابة روسيين عند محطة وقود ويعرض عليه قائدُهُم يوسف شراءَ سيارته، ويرفض جون بيعها. يقوم رجال العصابة الثلاثة لاحقًا باقتحام منزل جون ليلًا ويضربونه إلى أن يفقد الوعي ثم يسرقون سيارته ويقتلون جروته ديزي.
يأخذ يوسف سيارة الماستانغ إلى متجر مختص بتفكيك السيارات المسروقة وبيع قطعها لكي يغير رقم تعريف السيارة. ويتعرّف صاحب المتجر أوريليو مباشرة على السيارة المسروقة وعندما يكتشف ما حدث يَلْكُم يوسف في وجهه ويطرده ورجالَه من متجره. يزور جون أوريليو الذي يكشف له عن أنَّ الذي اعتدى عليه، يوسف، هو في الحقيقة ابن فيغو تاراسوف زعيم المافيا الروسية في مدينة نيويورك. يتصل فيغو بأوريليو سائلًا إيّاه عن سبب ضربه لابنه ليكتشف ما فعله ابنه بجون. فيقوم هو الآخر بضربه وتوبيخه شارحًا له من هو جون ويك: قاتلٌ ذائع الصيت كان يعمل لفيغو سابقًا اُشتهر بلقب بابا ياجا. عندما أراد جون التقاعد والزواج من هيلين، أعطاه فيغو «مهمةً مستحيلة» تقتضي تنفيذ اغتيالات عديدة في مدة قصيرة. وكان نجاح جون في تلك المهمة عاملًا رئيسيًّا في وصول مافيا تاراسوف لما هي عليه الآن.
يحذّر فيغو ابنه يوسف من هلاكه الوشيك، ثم يحاول إقناع جون بعدم السعي وراء الانتقام إلا أن الأخير لا يقبل النقاش. يرسل فيغو 12 قاتلًا مؤجورًا إلى منزل جون لقتله فيقوم جون بقتلهم جميعًا، الأمر الذي لا يفاجئ فيغو.
يضع فيغو مكافأة قدرها مليونا دولار أمريكي على رأس جون ويعرض المبلغ شخصيًّا على معلم جون، ماركوس، الذي يعلن قبوله المهمة. يحتمي جون في فندق كونتنانتل الذي يعرض خدماته بشكل حصري على العالم الإجرامي ويمنع منعًا باتًّا القتل على أرضه، فيضعف فيغو المكافأة لأي شخصٍ مستعدٍّ لخرق تلك القاعدة من أجل قتل جون. يُطلِع مالك فندق كونتنانتل وينستون جون بأن فيغو قد وضع ابنه يوسف تحت حماية مشددة في ملهى ليلي يدعى الدائرة الحمراء. يدخل جون الدائرةَ الحمراء ويقاتل طريقه إلى يوسف، إلا أن أحد أتباع فيغو، كيريل، يتصدى له ما يسمح ليوسف بالهروب.
يعود جون إلى الفندق لمعاجلة جراحه. تتسلل السيدة بيركينز، قاتلة مؤجورة ومعرفة سابقة لجون، إلى غرفته وهو نائم لقتله، إلا أن ماركوس يحذره باستخدام رصاصة من بندية قنص ما يمكّنه من التغلب عليها. يجبر جون بيركينز على كشف موقع واجهة فيغو، ثم يُفقدها وعيها ويتركها تحت مراقبة زميله هاري لتنتظر عقابها لخرق قواعد الكونتنانتل، إلا أنها تتمكن من تحرير نفسها وقتل هاري. يسافر جون إلى كنيسة ليتل راشيا واجهةِ فيغو ويحطّم مخزون المال ومواد الابتزاز التي خطبأها زعيم العصابة هناك. ينصب جون كمينًا لفيغو وفريقه ويباغتهم عند وصولهم إلا أن كيريل يستغلّ انشغال جون بالقتال فيصدمه بسيارة ويفقده الوعي. يسخر فيغو من جون لظنّه أنه كان بإمكانه نسيان حياته الماضية قبل أن يأمر رجاله بقتله. ويتدخل ماركوس في آخر لحظة برصاصة في رأس أحد رجال فيغو ما يمكّن جون من قتل كيريل وفك قيوده ثم اللحاق بفيغو وإجباره على كشف موقع ابنه يوسف. يسافر جون إلى الملجأ الذي يختبئ به يوسف ويقتله وحراسَّه.
تكتشف بيركينز أن جون وماركوس كان بينهما تواصل وتخبر فيغو الذي يأمر بتعذيب ماركوس ويقتله في منزله. يتصل فيغو بجون لإخباره بقتله لصديقه قاصدًا وقوعه في فخ بيركينز. وبينما تنتظر الأخيرة جون، تُستدعى لاجتماعٍ مع وينستون الذي يأمر بقتلها لخرقها قواعد الكونتنانتل وقتلها لهاري. يتصل وينستون بجون ويطلعه بأن فيغو يعتزم الهرف بمروحية. يسارع جون إلى مهبط الطيارات المروحية ويقتل هناك بقية رجال فيغو ويقاتله بدون سلاح كما طلب. إلا أن الأخير يُخرج سكينًا، ويسمح له جون بطعنه ليكسر ذراعه وينتزع منه السكين قبل أن يقتله بها. يقتحم جون عيادة حيوان لعلاج جراحه ويحرِّرُ منها جرو بيتبول كان من المقرر أن يُقتل. يمشي جون والجرو إلى المنزل على طول الممر حيث كان آخر موعد له مع هيلين.

## طاقم التمثيل
- كيانو ريفز في دور جون ويك: 
 قاتلٌ مأجور سابق يعود إلى عالَم جريمةٍ كافح لتركه وراءه.[17][18] علّق ريفز حول قبوله دور ويك قائلًا «أحضر باسيل وبيتر لوسن من ثاندر رود السيناريو إليّ وعرضا عليّ أن أكون جزءًا من هذا العمل الجماعي الرائع. وأجمعنا على أن المشروع واعد. أحب الدور، لكني أريد أن تنبض القصة كلها والطاقم كله بالحياة.»[19][20] وعلّق على شخصية جون ويك قائلًا «نراه في البداية رجلًا يبكي زوجته المتوفاة. ثم يتّضح لاحقًا أنه عاش في عالمين: عالم هو فيه رجل متزوج هانئ وعالم هو فيه قاتل مؤجور. وقد حاول أن يدفن ماضيه، إلا أنه بعد فقدان زوجته أصبح ضائعًا.» كما قارن ريفز قصةَ ويك بِـ«[...] نوع من قصص الانتقام في العهد القديم» مضيفًا أنه «عندما يأخذ شخصٌ الأشياء التي يعتز بها، يندلع العنف ولا يستطيع جون السيطرة عليه.»[18][21] في السيناريو الأصلي، كان من المقرر أن يلعب شخصيةَ جون ويك «رجلٌ في منتصف الستينيات من عمره»، وذلك بسبب مدى شهرة الشخصية الرئيسية، ما جعل صانعي الفيلم في البداية يتخيلون ممثلًا كبيرًا في السن. غير أن رئيس شركة ثاندر رود بيكتشرز رجع عن هذه الفكرة حيث قال «بدلًا من ذلك، قررنا أن نبحث عن شخص لا يكون بالضرورة متقدمًا في السن ولكنه يملك تاريخًا مخضرمًا في عالم الأفلام.»[18][22] أصرّ كلٌّ من ستالينسكي وليتش على أن ريفز لن يتعلم أي فنٍّ من فنون القتال كان قد تعلمه من قبل. وأمضى الأخير أربعة أشهر يتعلم الجودو والجوجوتسو اليابانية والجوجوتسو البرازيلية على يد «بعض أقوى الرجال» الذين قابلهم ستالينسكي وليتش والذين يشملون «أصدقاءهم في الأسلحة والتكتيكات الخاصة التابعة للوس أنجلوس وفي نافي سيلز.»[23][24][25] وذلك بسبب رغبتهم في خضوعه لأنظمة تدريب مكثفة.[26] معلقًا على تدريب ريفز، تكلم ستالينسكي عن تطوير أسلوب من القتال قريب المدى يجمع ما بين فنون المصارعة والأسلحة النارية.[27]
- مايكل نيكفيست في دور فيغو تاراسوف: 
 رأس عائلة تاراسوف ورجل أعمال مغامر ذو تاريخ مشكوك فيه.[18][28] علق نيكفيست حول نيله دور فيغو قائلًا «أثارت العلاقة بين جون وفيغو اهتمامي. لطالما احترم فيغو جون لبراعته في عمله. كان بينهما نوع الحب والاحترام الذي قد تراه بين أبٍ وابنه، لكن كلّ ذلك يتحطم عندما يعتزم جون قتل يوسف.»[19] قال ستاهيليسكي أن دورَ فيغو لم يقرَّر إلا بعد مقابلات عديدة وطويلة وذلك لأهمية وتعقيد الشخصية وقال أن نيكفيست أضاف صفات غريبة ومثيرة للاهتمام إلى الشخصية،[20] مضيفًا أن «غرابة [نيكفيست] خصم كفؤ لرواقية كيانو.» كانوا صانعو الفيلم عازمين على محاولة تفادي خلق شخصية تطغى عليها الصورة النمطية لرجل العصابات الروسي.[20] قال إيفانك أن الشخص الذي سيلعب دور فيغو عليه أن يعطي صورة قابلة للتصديق عن «ذلك الرجل الوحشي والساحر في نفس نفس» مضيفًا أن «مايكل أضفى على الشخصية نوعًا من الإنسانية.» تحضيرًا له لدور فيغو، عُيّن لنيكفيست أسلوب قتالٍ مُستوحى من فنٍ قتاليّ روسي اسمه قتال السامبو بدأ يتدرب عليه في ستوكهولم في السويد بطلبٍ من ستاهيلسكي وليتش. وعلق نيكفيست على ذلك قائلًا «تدربت على أسلوب الجوجوتسو الروسي هذا كثيرًا. تدربت على الجوجوتسو البرازيلي والملاكمة كثيرًا. [...] من أجل التقرب من الشخصية. [...] الذين عملت معهم هناك في الديار في ستوكهولم كانوا روسيين وقد أصبحت أقرب إليهم. كان الأمر أشبه بـِ[التمثيل المنهجي].»[27][29] علّق كولستاد على خلفية شخصية فيغو قائلًا «ترعرع فيغو في أحياء وشوارع كييف وشق طريقه إلى قمة العالم الإجرامي. وهو يفرض نفسه الآن كرئيس عصابات محترم.»[20] قال عنه المخرج ستاهيلسكي «[مايكل] لا تنطبق عليه الصورة النمطية لرجل العصابات الروسي. إنه شخص غريب الأطوار ومثير للاهتمام.» وقال عنه ديفيد ليتش «لقد قدم لنا مايكل نيكفيست أداءًا رائعًا ولعب الدور بشكل دقيق وكان ممتازًا. كان رجلًا شريرًا مثيرًا للاهتمام. وقد أمضينا وقتًا مع النص ووجدنا تلك اللحظات الفكاهية ودَسَسْناها بحذر في سياق القصة بحيث لا تصطدم بالعنف الشديد الذي يطغى عليها.»[30]
- ألفي آلن في دور يوسف تاراسوف: 
 الابن المغرور والمغفل لفيغو تاراسوف.[18][31] رأى آلن أن لعبَ دور رجل عصابات روسي والعملَ خارج موقع تصوير صراع العروش في بلفاست سيكون أمرًا محفزًا.[32] وعند قبوله الدور، كانت تشد اهتمامه فكرة التكلم بلكنة مختلفة كلكنة نيويورك. كما ذكر أن مشاركة ستاهيلسكي وليتش كانت حافزًا آخر لقبوله الدور.[33] زار آلن في الوقت الذي أمضاه في نيويورك حمّاماتٍ عامّة من أجل تطويرِ وصقلِ لكنته الروسية.[33] بخصوص شخصية يوسف، قال آلن "وجدت العلاقة بين [شخصيتي] وأبيه والخلفية مثيرة للاهتمام وكذلك الخلفية حول الأم. وعلق حول المصاعب التي واجهته مع اللغة الروسية قائلًا "كان تعلّم الروسية صعبًا للغاية."[33] ووصف كولستاد شخصية يوسف قائلًا "يوسف ولد غني يظنّ نفسه رجلًا قويًّا لكنه لا شيء بدون أبيه. ويرى على نفسه جراحَ المعارك لكنه في الحقيقة ليس إلا ولدًا مدلّلًا."[20] تكلم كولستاد عن إعجاب آلن بزملائه، الأمر الذي أبهج الكاتب الذي قال "عندما أقمنا أول مأدبة عشاء شارك فيها الكادر والقاطم، تكلمت مع ألفي وتجمّد فجأة وقال 'يا إلهي! إنه ويليم دافو.' إنه ممثل رائع ولكنه أيضًا معجب مثل أي شخص آخر."[20] تكلم آلن عن زميله الممثل ريفز باحترام وإعجاب قائلًا "إنه شخص رائع. إنه ممثل كريم ومِعْطاء ويجعلك تطمئن في موقع التصوير. إذا كنت متوتّرًا فإنه يهدّئ أعصابك. أَتَعْلم، لم أكن أعرف أنه مخرج قبل أن أبدأ العمل هنا. لقد صنع فيلمًا وثائقيًّا هدفه تشجيع الناس على صناعة الأفلام. إنه أمر جميل."[34] عندما سُئل آلن عما يتمنى أن يأخذه الجمهور من الفيلم، أجاب "توجد قصة حُب في مكان ما في الفيلم، وليست كأي قصةِ حبٍّ سبق لي أن رأيتها. أعتقد أن الفكرة الرئيسية هي أن أي رجلٍّ قادر على التغيّر. ومن الرجل السيئ حقًّا؟"[33]
- أدرياني باليكي في دور الآنسة بيركينز: 
 قاتلة مؤجورة بارزة في العالم الإجرامي، وأحد المعارف القدامى لجون ويك.[18][35] علّقت باليكي حول شخصية الآنسة بيركينز قائلة «تمثل الآنسة بيركينز القائل المؤجور المثالي. إنها باردة، بلا رحمة، ماكرة وقوية وأظن أنها تستمتع بما تفعل. أعتقد أنها ستقوم بعمل إجرامي من أجل دولار واحد. وحقيقةً بالفيلم تقوم بذلك من أجل أربعة ملايين دولار، ولذلك الأمر مختلف قليلًا.»[36] كان من المقرر في الأصل أن تكون شخصية الآنسة بيركينز رجلًا، إلا أن النص غُيّر بعد جلسة عصف ذهني ورغبة الكتاب في خلق «شخصية أكشن أنثى أصلية.» قال ليتش «بإمكان هذه المرأة أن تشكل تحديًّا حقيقيًّا لويك.»[20] أثنت باليكي على ريفز كما سُرّت بإدراج العمل المثير كجزء من دورها حيث قالت «أراد تشاد أن يتأكد من جاهزيتي لمشاهد القتال التي ستجمعني بريفز وكنت كاملة الاستعدادة لذلك.» أمضت باليكي شهورًا عديدة تتدرب على الجودو والجوجوتسو.[37] بعد صدور الفيلم كشفت باليكي معلومات مستورة عن شخصيتها حيث قالت «أظن كذلك أننا تكلمنا حول خلفية. من المرجح أن [ويك والآنسة بيركينز] يجمعهما ماض قبل زواجه. وقد يكون عندها دافع انتقام شخصي إلى جانب المال. أعتقد أن هنالك متعة على مستويات عدة.»[36] وعلقت حول الانطباع الذي تريده أن يترك على المشاهدين قائلة «مشاهدة الفيلم ممتعة للغاية. سوف يريد المعجبون أن يروا ما تخبؤه الأفلام القادمة. ومن ناحية أخرى، أعتقد أن الشخصية التي سوف يقفون وراءها هي ويك كما وقفت وراءه أنا عندما قرأت النص أول مرة.»[20][38]
- بريدجيت مويناهان في دور هيلين ويك: 
 زوجة جون ويك.[18] علق ليتش على شخصيتها قائلًا «هيلين جوهرُ الفيلم، ولذلك شعرت برضاء كبير عندما قبلت هذا الدورَ المهم ممثلة من طينة الكبار كبريدجيت. لديها فخامة آسرة.» مدح ليتش مواهب بريدجيت التمثيلية وعند اختيارها للقيام بالدور قررت أن لا تقرأ النص لجزمها بأن معرفةً محدودة بمجريات القصة ستخدمها أكثر. وعلقت على ذلك قائلة «يوجد جزء كبير من القصة لم أُرد أن أعلم به. لم أرد ولم أحتج إلى أن أعرف ذلك الجانب من جون. كانت هيلين مصدرَ الحب والضوء والبهجة في حياته. كانت معرفةُ الجانب الآخر لِتجعل القصة مختلفةً تمامًا بالنسبة إلي.»[19][20] شارك إيفانك مويناهان رأيَها مضيفًا «كانت هيلين في الغالب على علم أن جون يمتلك هياكل عظمية في خزانته، لكن ذلك الأمر لم يكن مهمًّا بالنسبة إليها. كل ما نعرفه نحن كمشاهدين أنه في اللحظة التي قابلها فيها أصبح شخصًا آخر. لقد غيّره الحُب.»[18]
- دين وينترز في دور آفي: 
 اليد اليمنى لفيغو، الرجل الثاني في هرم القيادة، والذي عمل محاميًا لفيغو لسنوات عديدة.[18] علّق ستاهيلسكي على دور آفي قائلًا «عندما كنا نكتب الدور، كان آفي محاميًا لفيغو، لا أكثر. ثم أتى دين وجعل الأمر مضحكًا. اللقطات التي جمعته بمايكل نيكفيست من بين المفضلة لدي.» مدح وينتز زملاءه في موقع التصوير قائلًا «حصلت على فرصة العمل مع ويليم دافو وكيانو ريفز. ولدينا أيضًا جون ليجويزامو، مايكل نيكفيست وبريدجيت مويناهان. إنه طاقم رائع للغاية وقد حصلت على مقعد في الصف الأمامي.»[19][20] كما أثنى وينترز على استخدام ستاهيلسكي وليتش لمواقعِ تصويرٍ حقيقة لمشاهد الحركة وعدم لجوئهما إلى استخدام الشاشة الخضراء والمؤثرات الخاصة مضيفًا «لقد أتت خبرتهما في الحركة والأعمال المثيرة بثمارها.» وصرّح «كان الأمر بمثابة الجلوس في صف أمامي ومشاهدة صناعة أفلام من الدرجة الأولى. كان كل شيء أمام وجهك حقيقيًّا وليس منفّذًا بالحاسوب. شعرت حقًّا أني في الصف الأمامي أشاهد قطعة فنية.»[39]
- إيان ماكشين في دور وينستون: 
 مالك فندق كونتنانتال.[18][40] علّق ماكشين على شخصية وينستون قائلًا «وينستون غامض ومُحيّر.» قبل ماشكين الدور بسبب فضوله حول إمكانات الشخصية إلى جانب حبّه لالأفلام المظلمة الحديثة.[20] قال الكاتب كولستاد «لا يقول [وينستون] الكثير، لكنه عندما يفعل تهتزّ الأرض. إذا كان جون وفيغو آلهتي نيويورك فإن وينستون هو التيتان.» وعن الفيلم نفسه، قال ماكشين «للكتابة والتمثيل والمؤثرات جودة خرافية. وتلعب كل شخصية دورًا مهمًّا في لغز ينكشف بصورة تدريجية.»[18]
- جون ليجويزامو في دور أوريليو: 
 المالك الفخور لمرأب أوريليو الذي يبيع السيارات المسروقة سرًّا.[18][41] علّق ليجويزامو على شخصية أوريليو قائلًا «عندما يأتي إلي رجل عصابات روسي راكبًا سيارةَ جون ويك، أعرف جيدًا أن ذلك يعني المتاعب. ستكون لدي مشاكل إما مع رجل العصابات الروسي أو مع جون ويك، لكنِّي لن أفوز في كلتا الحالتين.»[20] قال ليجويزامو أن تصميمَ زي شخصيته شكّل دَفعةً كبيرة له وترك عليه انطباعًا عظيمًا، حيث قال «زِيِّي رائع للغاية وذلك يضيف الكثير من الشخصية. أتجول في موقع التصوير وفجأة أشعر بالقليل من الغرور وكأني شخص ما. كل ذلك يساعد.»[18]
- ويليم دافو في دور ماركوس: 
 قاتل مؤجور من النخبة متمرسٌ في عمله وله تاريخ كبير في عالم الإجرام.[18][42] علّق دافو على هذه الشخصية قائلًا «ماركوس قاتل مأجور من طينة الكبار. ومن الواضح أنه يجمعه تاريخ بجون حيث يبدو وكأنه كان بمثابة المعلّم بالنسبة إليه. تربط الاثنين صداقة، لكنها صداقة نشأت في عالم مظلم.»[20] وقال عن طبيعة ماركوس «يبدو أنه شخص براغماتي، ويبدو أنه يؤمن بالقدر، وهو ما تتوقعه من شخص يعمل في ذلك المجال.» وقال عنه كاتب الفيلم كولستاد «ماركوس شخصية أبوية، لكنه أب بمعنى أنه ملك الزُمرة. عندما يحتلّ أسد زمرةً يقتل جميع الأشبال. ذاك هو ماركوس.» أُعجب دافو بـ«مرونة» السيناريو الأصلي لكولسيتاد حيث قال «تُروَى القصة بشكل رئيسي عن طريق الأكشن. وكان لهذا النهج نجاح كبير في تاريخ تشاد وديفيد.» كما أثنى على «الحماس والانتعاش واللهفة» التي ظهرت على ستاهيلسكي وليتش خلال عملهما على الفيلم.[18] وقال دافو أن طبيعة الفيلم التي تعطي الأولوية للشخصيات داخل إطار مدينة نيويورك كانت «شيئًا لم أجربه من قبل.» كما صرح بأن فرصة العمل مع كيانو سرته كثيرًا.[43] وعلّق دافو على أسلوب المخرجَيْن ستاهيلسكي وليتش قائلًا «[...] يُذكّرك الأسلوب بقتال «الغان فو» الذي اشتُهِر به جون وو. الحركة عبارة عن مزيج رائع بين الفنون القتالية وتبادل إطلاق النار. لديك من جهة عظمة الفنون القتالية ومن أخرى الصوت المدوّي للعيار الناري،»[44] مضيفًا، «لم يكن تصميم المشاهد القتالية ذاك التصميم القديم. إنه يراعي القصة ويتماشى معها. [ستاهيلسكي وليتش] ليسا مؤديي حركاتٍ صعبة فحسب، إنهما صانعا أفلام.»[45]

ومن ضمن الممثلين أيضًا ديفيد باتريك كيلي في دور تشارلي، «المنظف»؛ راندال دوك كيم في دور أحد أطباء فندق الكونتنانتل؛ لانس ريديك في دور شارون، رئيس خدمات الاستقبال والإرشاد في الفندق والذي يعرف دائمًا ما يحتاجه العميل؛ مونرو إم بونيل في دور قسيس أرثوذكسي روسي يحمي الخزينة التي يخبئ فيها فيغو ممتلكاته الثمينة؛ عمر بارنيا في دور غريغوري وتوبي ليونارد مور في دور فيكتور، أصدقاء يوسف وحرّاسه الشخصيون؛ مات مكولم في دور أحد رجال فيغو؛ دانيال برنهاردت في دور كيريل؛ بريجيت ريجان في دور آدي؛ كيث جاردين في دور كوزما؛ تيت فليتشر في دور نيكولاي؛ توماس سادوسكي في دور جيمي؛ كلارك بيترز في دور هاري، زميل سابق لجون؛ كيفين ناش في دور فرانسيس، أحد حراس ملهى الدائرة الحمراء الليلي؛ غاميلا رايت في دور امرأة توصيل؛ فلادسلاف كوليكوف في دور بافيل؛ بات سكواير في دور امرأة عجور؛ فلاديمير توسكي كقائد فريق؛ سكوت تيكسير كعازف كمان.

## الإنتاج

### التطوير
تصوَّر فكرةَ الفيلم كاتب السيناريو ديريك كولستاد الذي بدأ العمل على قصةٍ تتمحور حول قاتل مأجور 
متقاعد يسعى نحو الانتقام باسم «الاحتقار». وأنهى مسودةَ السيناريو الأولى بعد شهر من بدئه العمل، وبعد أن عالج عدة مسائل بها عرضها على عملاء مختلفين، وتلقى بالمقابل ثلاثة عروض. كان كولستاد، وقت شروعه في التفكير حول كتابة النص، متأثرًا بأفلام السينما المظلمة(نيو-نوار) الكلاسيكية والمواضيع المتعلقة بالانتقام والبطل المخالف للعرف وما قد يحدث في حال «وجد الخلاصَ أسوء رجلٍ في الوجود [...] عندما ينتزع مصدر خلاصه من بين يديه، [...] هل ستُفتح أبواب هاديس؟» بالنسبة لكولستاد، فإن أليستر ماكلين وستيفن كينغ كانا كلاهما مصدر إلهام له في صياغته لقصة «جون ويك» من حيث التشخيص وصناعة العالم الخيالي، حيث قال «[...] كان ماكلين بارعًا في صناعة العوالم، وكان بمقدور كينغ مفاجأتك بما تقدر عليه الشخصية الرئيسية.»
أعلن وكيل أعمال كولستاد بتاريخ 3 ديسمبر 2012 أنه كولستاد فضَّل عرض شركة ثندر رود بروداكشن من بين العروض الثلاثة، التي اشترت النصَّ بأموال تقديرية [الإنجليزية]، وذلك لاستعدادها للشروع في صناعة الفيلم فورًا. عندما قرأ رئيس الشركة باسيل إيوانيك سيناريو كولستاد الأصلي لأول مرة، أعجبته فورًا شخصية القصة الرئيسية المتمثلة في جون ويك، حيث قال «إن نبرة النص كانت هدَّامة وممتعة للغاية.» ولاحظ هو الآخر وزن القصة العاطفي ونمطها الحركي وأعرب عن إعجابه بهما. وعقب شراء ثاندر رود للنصّ، أمضى كولستاد معهم شهورًا يعيد كتابة النص ويهذبه. في النص الأصلي، كانت شخصية جون ويك «رجلًا في منتصف الستينات من عمره» وذلك نظرًا لشهرة الشخصية منقطعة النظير كقاتل مؤجورٍ موقر ومحترم، ما جعل صانعي الفيلم يتصورون ممثلًا كبير السن في بادئ الأمر. إلا أن إيوانك لم يكن مقتنعًا بذلك التعليل وفضل أن يعوِّج القصة قليلًا حيث قال «بدلًا من ذلك، قررنا أن نبحث عن شخص لا يكون بالضرورة متقدمًا في السن ولكنه يملك تاريخًا مخضرمًا في عالم الأفلام.»
أُعلن بتاريخ 7 مايو 2013 أن كيانو ريفز دخل محادثات حول التمثيل في الفيلم في أبريل، ثم أُكد في وقت لاحق أنه سيكون بطل القصة. رأى ريفز، بعدما أراه إيوانك وبيتر لوسن من ثاندر رود نصَّ الفيلم، أنه مليء بالإمكانيات وقال «أحب الدور، لكني أريد أن تنبض القصة كلها والطاقم كله بالحياة.» تعاون ريفز وكولستاد تعاونًا وثيقًا على تطوير النص والقصة، حيث قال كاتب السيناريو «أمضينا من الوقت في تطوير الشخصيات الأخرى ما أمضيناه في تطوير شخصيتِه. يعرف [كيانو] أن قوة القصة تكمن في أصغر التفاصيل.» غُيِّر عنوان الفيلم في وقت لاحق من «الاحتقار» إلى «جون ويك» لأنه وَوِفقًا لكولستاد فإن «كيانو أحب الاسم لدرجة أنه أصبح يخبر الجميع أنه يعمل على فيلم بعنوان 'جون ويك'»، وهو ما اتفق عليه المنتجون فغيروا الاسم.
في الفترة التي كان تدور فيها النقاشات حول قصة «جون ويك»، اتصل ريفز بتشاد ستاهيلسكي وديفيد ليتش، الذين كان قد التقى بهما لأول مرة في موقع تصوير ذا ماتريكس، ليسألهما إن كانا مهتمين بتصميم مشاهد الفيلم القتالية وإخراج مشاهده الحركية.
 كان ريفز معجبًا بأعمال ستاهيلسكي وليتش في الأداء وتصميمِ المشاهد القتالية والتنسيق، حيث قال «حينما استلمت النص... فكرت فورًا بتشاد وديف لتصميم مشاهد الحركة، لكني كنت أكنّ في نفسي أملَ أن يريدا إخراجه.» وأضاف «كنت أعلم أنهما سيحبان هذا النوع الفني وكنت أعلم أنهما سيحبان «جون ويك». ورأيت أن العوالم التي ستُخلق — العالم الحقيقي وهذا العالم السفلي — ستكون جذابة لهما، وكان ذلك.» بعد قراءتهما نصَّ كولستاد، أخبر ستاهيلسكي وليتش ريفز أنهما يريدان أن يرويا قصة «جون ويك»، وينويان المشاركة في مشروع الفيلم الإخراجي، حيث أعجبهما حماسُ ريفز وجودة النص. وعرضا عليه في وقت لاحق نسختهما من القصة والتي تتمحور حول «[...] فكرة [ويك] كأسطورة مدنية، فيلمُ إثارةٍ عن قاتل مؤجور ذو طابع واقعي وإطار أخروي.» نالت الفكرة إعجاب ريفز الذي دعم الثنائي، وعرض ستاهيلسكي وليتش الفكرة على الاستوديو الذي وظفهما لإخراج الفيلم خلافًا لطلبهما الأصلي بإخراج وحدة الفيلم الثانية. وبتاريخ 7 مايو 2013، أُعلن أن ستاهيلسكي وليتش سيتوليان مهمة إخراج الفيلم، إلا أن نقابة المخرجين الأمريكيين قررت في وقت لاحق أن يُنسب إلى ستاهيلسكي وحده إخراجُ الفيلم وأن يُدرج اسم ليتش في قائمة المنتجين.
أقرَّ ستاهلسكي بالتحديات الكامنة في موازنة مشاهد الحركة بالفيلم مع وتيرته ونبرته، وفي ذلك قال «نحن نبرع في القيام بذلك لمشهدٍ معيَّن عند تصميمنا لمشاهد الحركة، ولكن هنا، وجب علينا اتباع خط تسلسلي واحد لكامل الفيلم.» كما أشار إلى أن الحركة يجب أن تكون وحدةً متعاونةً مع القصة لا منعزلةً مستقلة، حيث قال "إذا كنت ذكيًّا مع القصة ذكيًّا مع الحركة فإمكانك جعلهما يندمجان. لا نرى في القصة ذلك الانفصال الكبير بحيث تتوقف القصة من أجل أن نُبهرك بمشاهد الحركة. إذا كان الأمر برمته متلائمًا ومنسجمًا مع بعضه البعض ويساعد في جعلك تحب الشخصية، فذلك تمامًا ما نرمي إليه. [...] عليكم أن تطالبوا الأكشن بالمزيد كجمهور." وذكر كولستاد أنه وبعد أن تقررت رسميًّا مشاركة كل من ريفز وستاهيلسكي وليتش، وتحديدًا خلال الفترة ما بين يناير وسبتمبر من عام 2013، كان يعمل على مسوداتِ السيناريو الأخيرة وينقِّحها في ما كان على حد وصفه «عمليةً لا هوادة فيها» مضيفًا «[...] يجب أن يكون كل شيء مرتبًّا لفحص رؤية الجميع.»
أُكدت بتاريخ 12 سبتمبر 2013 مشاركة ويليم دافو في الفيلم في دور ماركوس «[...] صديقٌ مقرب من ويك كان من حثَّه على ترك حياة الإجرام.» وبتاريخ 19 سبتمبر 2013، أُعلن أن مايكل نيكفست وألفي آلن وأدرياني باليكي ودين وينترز سيكونون ضمن طاقم الفيلم التمثيلي المساعد. وانضمت إليهم بريدجيت مويناهان بتاريخ 14 أكتوبر 2013 لتلعب دور زوجة جون ويك التي «كانت جروةُ البيغل ديزي هديةَ ما بعد وفاةٍ لجون منها.» وأُعلن انضمام جايسون إسحاق إلى طاقم الممثلين بتاريخ 15 أكتوبر 2013، لكنه لم يشارك في الفيلم في نهاية المطاف. وبتاريخ 27 نوفمبر 2013، أُكدت مشاركة دانيال برنهاردت في دور كيريل «القائد العسكري السابق في الجيش الروسي الذي أصبح أهم رجال رئيس العصابات فيغو تاراسوف.» أعرب ستاهيلسكي وليتش عن أملهما في نيل المزيد من الفرص خلف عدسة الكاميرا، حيث قال ستاهيلسكي «كان تركيزنا دائمًا منصبًّا على أن نكون صانعي أفلام في المقام الأول ورؤساء أقسام في المقام الثاني،» وأضاف «الآن نحن نتبع شغفنا وحلمنا.»

## الموسيقى التصويرية
ألَّف موسيقى الفيلم التصويرية تايلر بيتس جول جاي ريتشارد، وأدى موسيقى الكمان سكوت تيكسير. تخلل الفيلم عدة مقاطع قصيرة من أعمال موسيقية أخرى مثل أغنية قتل الغرباء [الإنجليزية] لفرقة مارلين مانسن وأغنية اجن المال لتي-بو وبينجي بي. صدر ألبوم موسيقى الفيلم التصويرية المسمى «جون ويك: موسيقى فيلم الحركة التصويرية الأصلية» رقميًّا بتاريخ 21 أكتوبر 2014 وأصدرته على صيغة ملموسة شركة التسجيلات فاريس ساراباند بتاريخ 27 أكتوبر. وإضافةً إلى موسيقى بيتس وريتشارد، يشمل الألبوم أعمال فنانين مثل «سيسكاندرا نوستالجيا» و«ذا كاندي شوب بويز» و«إم86 وسوزي كيو» و«لي كاسل فانيا».

## أعمال مؤثرة
ذكر مخرج «جون ويك» تشاد ستاهيلسكي أن من بين الأعمال التي كان لها التأثير الكبير على الفيلم «الطيب والشرس والقبيح» (1966) و«بوينت بلانك» (1967) و«الدائرة الحمراء» و«القاتل» (1989). وقال عن «الطيب والشرس والقبيح» «انظر إلى كلينت إيستوود في [الفيلم] —تُركت قصة خلفية طويلة ولم تُقص. نحن نحب ترك الأمر لمخيلتك. نحن نعطيك عُملات ذهبية فحسب ويكون السؤال» من أين تأتي العملات الذهبية؟«سنصل لذلك. دع مخيلتك تقوم ببعض العمل.» كما قال أن «بوينت بلانك» أثَّر على «جون ويك»: «كان «بوينت بلانك» أحد أهم مصادر الإلهام للفيلم. شاهدناه مرات عديدة في مكتبنا وكُرِّم في مناسبات عديدة بـ[«جون ويك»].» وأثرت على الفيلم أيضًا ثلاثية «الانتقام» (2002-2005) من إخراج بارك تشان ووك و«الرجل من العدم» (2010) من إخراج لي جونغ-بوم وذلك لـ«أسلوبهما التقليلي في التكوين وطبيعتهما الصريحة في تصوير مشاهد العنف.»
شكَّل أليستر ماكلين وستيفن كينغ مصدر إلهام لكاتب السيناريو كولستاد في تصوُّره لقصة «جون ويك» من حيث التشخيص وصناعة العالم الخيالي، حيث قال «كان ماكلين بارعًا في صناعة العوالم الخيالية، وكان كينغ قادرًا على مفاجأتك بما تقدر عليه الشخصية الرئيسية حقًّا.» وخارج الأفلام، شكَّل الأسلوب المرئي في الستينيات والسبعينيات مصدر إلهام لستاهيلسيكي وليتش، بالإضافة إلى تأثيرات سينمائية من تلك الفترة أبرزها سرجيو ليون وأكيرا كوروساوا وستيف ماكوين ولي مارفين وويليام فريدكن وسام بيكنباه. وقال ستاهيلسكي نفسه «من كوروساوا إلى سرجيو ليون، نحب الإحساس في أفلام الويسترن سباغيتي وبعضًا من التكوين فيها.» ورغم أن ستاهيلسكي استلهم من نوع الأفلام المظلمة وتنافس معها، إلا أنه قال «لم يكن للأفلام المظلمة علينا ذلك التأثير الذي تركته أفلام الغرب وكوروساوا وكل ذلك. أعتقد أنا كنا نريد خلق هذه الشخصية القوية المتشائمة.»

## التسويق
صدر موقع «جون ويك» الرسمي بتاريخ 15 أغسطس 2014 وشمل حملةَ تسويقٍ وتصميم صفحاتٍ تفاعلي لترويج الفيلم. كما احتوى على ملفٍ صوتي وألعاب تفاعلية مثل لعبة «ملهى الدائرة الحمراء» ولعبة «جولة الانتقام». وقدمت شركة ليونزغيت معلومات عن طاقم الفيلم وممثليه بالإضافة إلى معرضٍ للصور وقسمٍ لمقاطع الفيديو. وخرجت صور الفيلم الأولى بتاريخ 21 أغسطس 2014 وظهر فيها كيانو ريفز في دور ويك. وأكدت ليونزغيت، تزامنًا مع إسدالها الستار عن صور الفيلم الأولى، أن الفيلم سيكون له «إصدارٌ فجائي» بتاريخ 24 أكتوبر 2014. وصدر ملصق الفيلم التشويقي بتاريخ 10 سبتمبر 2014 وأُكِّد معه موعد صدور عرض الفيلم الترويجي. وصدر الأخير بتاريخ 12 سبتمبر 2014. وأسدل ستاهيلسكي وليتش الستار عن ملصق الإصدار المسرحي بالإضافة إلى العرض الترويجي المسرحي الأخير بتاريخ 30 سبتمبر 2014 وذلك خلال جلسة «اسألني عن أي شيء» على موقع ريديت.
في تاريخ 2 أكتوبر 2014، قدمت ليونزغيت لكولايدر وموفيبايلوت [الإنجليزية] حزم جوائز لتوزيعها على القُرَّاء. وتضمت الحزم نسخةً من لعبة الفيديو أساسنز كريد يونيتي وقسيمةَ هدايا بقيمة 25 دولارًا وثلاثة أقراص دي في دي بها أفلام قالب:وأو وجيمر ورامبو وملصق «جون ويك» وقميص ذو كمين. وحُدِّث بتاريخ 6 أكتوبر 2014 موقعُ «جون ويك» الرسمي ليشمل ثلاثة عروض ترويجية، وصورًا عن قصة جون، وصورًا فردية لأعضاء طاقم التمثيل، بالإضافة إلى سيرٍ قصيرة. وصدر إعلان آيماكس الترويجي لـ«جون ويك» بتاريخ 6 أكتوبر 2014 وظهرت به مشاهد جديدة من الفيلم. كانت شركة كارل إف. بوشيرير [الإنجليزية] المصنِّعة للساعات الراعي الرسمي لعرض «جون ويك» الافتتاحي الذي كان في نيويورك بتاريخ 13 أكتوبر 2014. وظهر عديد من أفراد طاقم الممثلين مرتدين ساعات من كارل إف. بوشيرير خلال الحفل الافتتاحي في مقدمتهم كيانو ريفز وويليم افو ودانيال برنهاردت. وصدر بتاريخ 22 أكتوبر 2014 فيلم آيماكس متوسط الطول [الإنجليزية] يحتوي على مقاطع متعلقة بالفيلم مصحوبةٍ بتصريحات لريفز وستاهيلسكي وليتش. وتناول «جون ويك» مقالٌ في عدد الأسبوع الجديد من مجلة إنترتينمنت ويكلي الذي صدر بتاريخ 16 أكتوبر 2014.
كجزءٍ من ترويج متبادل مع شركة أوفركيل سوفتوير المطوِّرة لألعاب الفيديو، قامت شركتا ليونزغيت وثاندر رود بيكتشرز بتاريخ 21 أكتوبر 2014 بإضافة «جون ويك» كشخصية قابلة للعب إلى لعبة باي داي 2 التي تُلعب عبر الإنترنت. وأُضيفت من الفيلم عناصر أخرى إلى اللعبة، بما فيها الأسلحة التي يستخدمها ويك وخاصية جديدة تخول للاعب حمل سلاحين في آن واحد. عرضت شركة فاندانغو المتخصصة في بيع التذاكر تحميلًا مجانيًّا للعبة باي داي 2 من خلال ستيم لأي شخص يشتري تذاكر الفيلم عبر الإنترنت من داخل الولايات المتحدة. ووصفت مجلة فارايتي صفقة الترويج المتبادل هذه بين أوفركيل وليونزغيت بأنها «خطوة تسويقية مبتكرة». وقالت نائبة الرئيس التنفيذي لقسم التسويق الإلكتروني بشركة ليونزغيت، دانييل ديبالما، «نحن من كبار المعجبين بلعبة باي داي 2 وفريق ستاربريز، وسعيدون باستهلال شراكتنا معهم بفيلمٍ رائع كهذا.» وقال رئيس ستاربريز التنفيذي، بو أندرسون كلينت «لدينا أخيرًا قاتل مؤجور حقيقي في فريقنا. إمكانية اللعب بشخصية جون ويك في باي داي 2 قبل صدور الفيلم بمثابة الجائزة الرائعة لمجتمع باي داي 2 الوفيّ.»

## الإصدار
عُرض «جون ويك» لأول مرة في مسرح ريغال يونيون سكوير، القاعة 14 بتاريخ 13 أكتوبر 2014 وذلك في مدينة نيويورك. وكان قد عُرض قبل ذلك خلال مهرجان فانتاستيك السينمائي [الإنجليزية] بأوستن، تكساس بتاريخ 19 سبتمبر، حيث اضطر المشرفون على المهرجان إلى إضافة مسرحين آخرين لاستيعاب الحشود التي اشترت جميع التذاكر المتوفرة. وكان الفيلم الأول بلوس أنجلوس في مسرح آركتيك هوليوود بتاريخ 22 أكتوبر 2014. وعُرض لأول مرة على شاشة التلفزيون بتاريخ 12 مارس 2017 على قناة يو إس إيه.

### عروض ما قبل الإصدار
قبل صدور «جون ويك» الرسمي، بُث عرض تمهيدي للفيلم في مسرح ريغال أوكوود بهوليوود، فلوريدا بتاريخ 9 أكتوبر 2014، وآخر في شارع يو أيه كورت ببروكلين، نيويورك بتاريخ 14 أكتوبر. رعت شركة غليندال ديزاينز عرضًا تمهيديًّا خاصًّا للفيلم أُقيم في مسرح هاركينز آروهيد ببيوريا، أريزونا بتاريخ 16 أكتوبر 2014. احتضنت شركتا باكستيج أو إل وليونزغيت بتاريخ 21 أكتوبر 2014 عرضًا تمهيديًّا للفيلم في مسرح إدواردز غرينواي غراند بالاس بهيوستن، تكساس وآخر في مسرح سانتيكوس إمباسي بسان أنطونيو، تكساس. كما كانت ليونزغيت قد أعلنت عن 40 عرضًا تمهيديًّا في دور عرضٍ مختارة بالولايات المتحدة في يومي 21 و22 أكتوبر كجزءٍ من حملة تسويقٍ وطنية. واحتضنت شركة إنترتينمت ون [الإنجليزية] الكندية عروضًا تمهيدية للفيلم في تورونتو وأوتاوا وهاليفاكس وكالغاري وإدمونتون وفيكتوريا وفانكوفر في الفترة ما بين 20 و23 أكتوبر.

### العروض المسرحية
صدر «جون ويك» في جميع أنحاء الولايات المتحدة بتاريخ 24 أكتوبر 2014، وصدر في الأسابيع التالية بفرنسا وأستراليا وهولندا، وعُرض لأول مرة في المملكة المتحدة بتاريخ 2 فبراير 2015 بعد أن توسع نطاق إصداره ليشمل جميع أنحاء أوروبا.
وبحلول 22 مايو 2013، كانت شركة ليونزغيت قد باعت ما تجاوزت قيمته 250 مليون دولار من الحقوق الإقليمية التابعة لتسعة أفلام في مهرجان كان السينمائي كان «جون ويك» أحدها. وزعت شركة ستوديوكنال الفيلم في ألمانيا، وحصلت ميتروبولتان فيلميكسبورت على حقوق التوزيع الفرنسية من ليونزغيت، وحصلت آكمي فيلم على حقوق التوزيع الخاصة بمنطقة البلطيق، وحصلت مونوليث فيلمز على حقوق الفيلم في بولندا، ونالت إيماجيم فيلميس حقوق التوزيع البرازيلية، وكانت حقوق الفيلم بتايوان من نصيب فيفيجن بيكتشرز، بينما تحصلت بانازيا فيلمز على حقوق الفيلم بهونغ كونغ وحصلت إنتركوم على بعض الحقوق في منطقة أوروبا الشرقية. وحازت إنترتينمت ون على حقوق التوزيع الكندية. وبتاريخ 10 يونيو 2014، حصلت بيلغا فيلمز على حقوق توزيع الفيلم في بلجيكا بينما نالت شركة أيه-فيلم حقوق التوزيع في هولندا. وبتاريخ 2 يوليو 2014، أكدت شركة إم2 بيكتشرز نيلها حقوق توزيع «جون ويك» الإيطالية. واستحوذت شركة الإخوة هوايي على حقوق التوزيع بالصين بتاريخ 8 مايو 2014، وكان الفيلم واحدًا من أربعة أفلام أمريكية فقط اشترت الشركة حقوقها، وكانت تعتزم إصداره على نطاق محدود في عام 2015. وبتاريخ 11 أغسطس 2014، اشترت ليونزغيت من ثاندر رود بيكتشرز حقوق توزيع «جون ويك» بالولايات المتحدة معتزمةً إصداره على نطاق محدود في عام 2014، ووزعته في شهر أكتوبر شركة ساميت إنترتينمانت التابعة لليونزغيت في الولايات المتحدة. وأفادت تقارير صحفية، بتاريخ 31 أكتوبر 2014، بأن وارنر برذرز ستقوم بتوزيع الفيلم (والفيلم الثاني) في المملكة المتحدة. وأُعلن في وقت لاحق أن صدور الفيلم بالمملكة المتحدة قد أُجِّل من موعده الأصلي في الأسبوع الأول من عام 2015 إلى 10 أبريل 2015.
وأعلنت شركة سامت إنترتينمانت بتاريخ 2 أكتوبر 2014 أن «جون ويك» سيصدر بصيغة آيماكس.

## الاستقبال

### شباك التذاكر
توقع المحللون أن يحقق «جون ويك» من 7 إلى 8 ملايين دولار في عطلة أسبوعه الافتتاحية. وبلغت إيراداته فيها على عكس التوقعات 14.4 مليون دولار من 2,589 موقع. بلغ إجمالي أرباح الفيلم بحلول نهاية مدة عرضه المسرحي 43 مليون دولار في أمريكا الشمالية و45.7 مليون دولار في بقية أنحاء العالم، ما مجموعه 88.8 مليون دولار على مستوى العالم. أما ميزانية إنتاجه فقدرت بما بين 20 و30 مليون دولار.
صدر الفيلم في دور عرض مختارة في أنحاء متفرقة من الولايات المتحدة وكندا بتاريخ 24 أكتوبر 2014. وبلغ إجمالي إيراداته في يومه الافتتاحي 5.45 مليون دولار، جاءت 875000 دولار منها من معاينات ليلة الخميس، ليحل في المرتبة الثانية من حيث الإيرادات الأعلى في عطلة نهاية الأسبوع تلك، بمعدل 5,465 دولارًا لدار العرض الواحدة. وحقق الفيلم 2.5 مليون دولار من 347 موقعِ آيماكس في نهاية الأسبوع تلك، ما شكل 17.7 بالمائة من إجمالي إيرادات الفيلم في عطلة نهاية أسبوعه الافتتاحية، التي كان 60٪ من جمهورها من الذكور و77٪ منه أكبر من سن الخامسة والعشرين.
حصد الفيلم 1.4 مليون دولار خارج أمريكا الشمالية خلال عطلة نهاية أسبوعه الافتتاحية الدولية. وكانت افتتاحات الفيلم الأعلى ربحًا في كل من فرنسا وأستراليا وتايلاند والمكسيك والإمارات العربية المتحدة. وأردفها بـ6.7 مليون دولار من 33 منطقة في أسبوعه الثاني. وقد حقق «جون ويك» المرتبة الأولى في فرنسا (1.2 مليون دولار) من 300 شاشة، والمرتبة الثالثة في أستراليا (961 ألف دولار) من 177 شاشة، والمرتبة العاشرة في الشرق الأوسط (مليون دولار) من ما مجموعه 80 شاشة.

### الاستقبال النقدي
حظي «جون ويك» باستقبال إيجابي عقب صدوره، وأثنى النقاد على تسلسل الحركة والتوجيه والأسلوب البصري والوتيرة وأداء الممثلين بالفيلم وفي مقدمتهم كيانو ريفز في دور جون ويك. أعطى موقع الطماطم الفاسدة المجمِّعُ للمراجعات الفيلمَ تقييمًا بنسبة 87% بناءً على 215 مراجعة، حيث وصل معدل التقييمات 6.96 من أصل 10. ويقول الإجماع النقدي للموقع «أنيقٌ، ومهيّج، وحركيّ على نحو مدوِّخ، يمثل «جون ويك» عودةً مُرضية لكيانو ريفز إلى أفلام الأكشن – وإلى ما يبدو أنه قد يكون الحلقة الأولى من سلسلة.» أمَّا موقع ميتاكريتيك فقد أعطى الفيلم تقييمًا بـ68 نقطة من أصل 100 مرتكزًا على مراجعاتِ 40 ناقدًا، ويقابل تلك النتيجة في نظام الموقع تقييم «مراجعات إيجابية عمومًا». وكان متوسط الدرجات الذي نتج عن استطلاعات سينماسكور حول الفيلم "B" على مقياس من A + إلى F.
علَّق بيتر ترافرز من مجلة رولينغ ستون على الفيلم قائلًا ««جون ويك» هو ذلك النوع الشرس والمفعم بالحيوية من مرح أفلام الدرجة الثانية الذي لا يكاد البعض منا يكتفي منه» مشيدًا بـ«الأداء المثير» الذي قدمه كل من دافو وليجويزامو وماكشين. وكتب ريتشارد كورليس من مجلة تايم «تتمحور أفلام الأكشن حول الحركة، ويسعى «جون ويك» لتحقيق ذلك الهدف بنشاط عديم الرحمة.» أما إغناتي فشنفيتسكي من صحيفة إيه. في. كلوب الرقمية فأعطى الفيلم تقييم "B+" وقال «[جون ويك] خيال عوالم سفلية يتميز ببناء عالمه الخيالي الذي يذكرنا بأسلوب ريان جونسون ويضيف عليه مشاهد حركة حازمة لينتج عن ذلك أحد أفضل أفلام شوتم أب في الذاكرة الحديثة.» وأثنى على نصّ كولستاد الذي «يميز نفسه من خلال تعيين حدود عالمه بدقة متناهية.» وأعطى كريس ناشواي من مجلة إنترتينمنت ويكلي الفيلم تقييم "A−" ووصف نصّ كولستاد بأنه «بناء عالم خيالي غني وأنيق على نحو رائع.»
كتب جاستن لوي من ذا هوليوود ريبورتر «بعد غياب ملحوظ عن أفلام الأكشن، يعود ريفز عودة مدوية حاملًا معه أسلوبًا حركيًّا سلسًا يضع الفيلم في وضعية جيدة لأي تتمات محتملة.» أشاد بيتر ديبروج من مجلة فارايتي بالفيلم قائلًا «يتعاون كيانو ريفز العائد إلى وضع بطل الأكشن مع دوبليره من ذا ماتريكس ليقدم فيلم انتقام سلسًا ومُرضيًا» وأشار إلى «درجة الإثارة التي يمكن أن تصلها مشاهد الحركة المصصمة بإتقان عندما نكون قادرين على فهم ما يجري أمامنا.» قالت ستيفاني زاكارك من ذا فيليج فويس «إن ريفز رائع في هذا الفيلم، أعجوبةٌ من القوة الجسدية والتصميم الذي لا ينثني- إنه يتحرك بفخامة متعنتر قديم.» علَّق بلغا إبيري من مدونة فالتشر على الفيلم قائلاً ««جون ويك» فيلم شرس إلى حد كبير لكن عنفه الفني بعيد كل البعد عن وحشية «تيكن» أو سفك الدماء في «المعادل». إنه فيلم أكشن جميل يصلح لمشاهدته على طاولة القهوة.»
كتبت جانيت كاتسوليس في مراجعتها لصحيفة نيويورك تايمز «لا تتجاوز طموحات الفيلم الإبهار والإدهاش بمشاهد الحركة، ومع ذلك فإن فيلم الإثارة الانتقامي المتقن هذا يقدم من الأسلوب - وبعضِ الحنكة - ما يكفي ليحجب أثر افتقاره للجوهر.» وأثنت كاتسوليس على دافو وليجويزامو لـ«إضفائهما حذاقة حقيقة على مشاهدَ طغى عليها القصر»، ووصفت نيكفيست بـ«الرائع»، كما أعربت عن إعجابها بإخراج ستاهيلسكي وتصوير سيلا السينمائي. وقال فوريست ويكمان من سلايت «إن الفيلم يحرق ببطئ، وهو ما يتماشى مع اسم عائلة بطل القصة.» أما جوردان هوفمان من صحيفة الغارديان فأعطى الفيلم تقييمًا بأربعة نجوم من أصل خمسة، ووصف الفيلم بأنه «صورةٌ عن جريمة سلسة ودافعة وغريبة تتهادى كرشاش أوتوماتيكي.»
وجاء تقييمُ مراجعٍ آخر من الغارديان هو بيتر برادشاو مغايرًا حيث أعطى الفيلم نجمتين من أصل خمسة، وقال «إن أسلوب ريفز المنهك والخالي من التعابير المتعمدُ إلى حدٍّ ما ليس له نجاح حقيقي إلا عندما يَصْحبُه الحوار المضحك – وهذا فيلمٌ عنيف خالٍ من الفكاهة لا يكفّ عن الطحن مدمرًا عديد السيارات الرياضية السوداء اللامعة.» ووصفت إيلاسيت هاس من صحيفة سان خوسيه ميركوري نيوز اليومية «جون ويك» بأنه «فيلم انتقامي عادي على نحو مخيب للآمال.» ووصفه جون سيملي من صحيفة ذا غلوب إند ميل الكندية بأنه «الاسم الجديد في سينما الأكشن الرديئة،» مقيمًا إياه بنصف نجمة من أصل أربعة.

## ألعاب فيديو
أعلنت شركتا ليونزغيت إنترتينمنت وستوديوهات ستاربريز بتاريخ 7 أغسطس 2015 تعاونهما على تطوير لعبة فيديو واقع افتراضي من نوع تصويب منظور الشخص الأول مبنيةٍ على أحداث الفيلم، وذلك لمنصتي إتش تي سي فايف وستيم في آر. ترأست عملية التطوير شركة غراب غيمز وتولت ستاربريز مهام التوزيع. وأوليت إلى شركة ويفر (WEVR) تطوير نسخة ابتدائية تجريبية للعبة. وصدرت اللعبة رسميًّا بتاريخ 9 فبراير 2017 بعنوان «وقائع جون ويك» (بالإنجليزية: John Wick Chronicles). وللعبة قصتها الخاصة التي تتمحور حول فندق الكونتنانتال. وزيادة على ذلك، فقد صدر بتاريخ 20 أكتوبر 2016 «محتوى جون ويك» لألعاب باي داي 2 بوصفه جزءًا من ترويج متبادل، ويتكون المحتوى من حزمة شخصية مجانية وحمولة أسلحة مدفوعة.
كانت شخصية «حاصد الأرواح» (“The Reaper”) في لعبة فورتنايت باتل رويال كثيرًا ما تلقب باسم جون ويك. وأصدرت اللعبة لاحقًا زيَّ جون ويك رسمي مع طور لعبٍ مؤقت بعنوان «جائزة ويك».
«جون ويك هيكس» هي لعبة فيديو استراتيجية للمحمول من نوع تصويب منظور الشخص الثالث تدور أحداثها في عالم «جون ويك» قبيل انطلاق أحداث الفيلم الأول. ولوقيت اللعبة عقب إصدارها بردود فعل جيدة نسبيًّا حيث حصلت على تقييم بنسبة 80% على مجلة بي سي غيمر. تتميز اللعبة بميزانية للخط الزمني والحركة، بالإضافة إلى مزيَّة الإعادة التي تأخذ مستوًا في اللعبة قد أنهاه اللاعب وتصنع منه مشهد معارك.

## التتمات
صدرت تتمة الفيلم الأولى «جون ويك 2» بتاريخ 10 فبراير 2017. وكان كيانو ريفز قد لمحَّ في نسخة 2016 من سينماكون أنه ستكون للسلسلة تتمات أخرى. وصدر الفيلم الثالث بتاريخ 17 مايو 2019 بعنوان «جون ويك 3: بارابيلوم». فيلم السلسلة الرابع قيد التطوير، ومن المقرر أن يصدر بتاريخ 24 مارس 2023 وأن يتبعه فيما بعد فيلم خامس يصور تزامنًا مع الرابع. وقد تأجل تصوير الفيلم الرابع بسبب جائحة فيروس كورونا.

## مسلسل تلفزيوني
كان مسلسل تلفزيوني بعنوان «الكونتينينتال» قيد التطوير في عام 2017. وتدور أحداث المسلسل حول فندق كونتيننتال الذي يُعتبر أرضًا محايدة للقتلة والسفاحين.

## وصلات خارجية
- جون ويك على موقع IMDb (الإنجليزية)
- جون ويك على موقع ميتاكريتيك (الإنجليزية)
- جون ويك على موقع الموسوعة البريطانية (الإنجليزية)
- جون ويك على موقع روتن توميتوز (الإنجليزية)
- جون ويك على موقع نتفليكس (الإنجليزية)
- جون ويك على موقع قاعدة بيانات الأفلام العربية
- جون ويك على موقع ألو سيني (الفرنسية)
- جون ويك على موقع Turner Classic Movies (الإنجليزية)
- جون ويك على موقع أول موفي (الإنجليزية)
- جون ويك على موقع بوكس أوفيس موجو (الإنجليزية)